# La negra Angustias
La negra Angustias es una película mexicana estrenada en 1950, dirigida por Matilde Landeta,  basada en una novela escrita por Francisco Rojas González. Es un drama basado en la época de la Revolución de México de 1910. El personaje principal, una mujer negra llamada Angustias, decide luchar como coronela del ejército zapatista por los derechos de los pobres y por la justicia para las mujeres maltratadas.

## Argumento
Angustias (Maria Elena Marques), una mujer mulata, joven, pobre y analfabeta de un pueblo pequeño de México vive con su padre quién se está poniendo viejito. Por eso, muchos hombres del pueblo quieren su mano y ser dueños de ella pero Angustias los rechaza. Una noche oscura, un hombre persigue a Angustias y ella lo ataca con un cuchillo, matándolo. En ese momento empieza su vida de huérfana mientras atraviesa el paisaje desolado de México hasta que dos hombres la encuentran. Angustias sigue una vida de encajarse por unos cuantos días más hasta que una noche frente a una fogata decide ser una revolucionaria y recuperar el legado de su papá, quién fue un rebelde muy conocido entre la gente que ella conoció. Pero, al desarrollar su liderazgo con Enrique Pérez (Esteban Márquez), Angustias cae en un patrón estereotipado de las mujeres de esa época, eso siendo querer cambiar para un hombre y entregarse a la misericordia del amor. Con eso en mente, ella todavía regresa a su vida de ser revolucionaria y continua su rol de ser coronela.

## Elenco
- María Elena Marqués - Angustias
- Willie Calles - Don Melitón
- Salvador Godínez - Hijo de Melitón
- Eduardo Arozamena - Antón Farrera
- Fanny Schiller - Doña Chole
- Enriqueta Reza - Crescencia
- Ramón Gay - Manuel de la Reguera
- Gilberto González - Efrén, el picao
- Agustín Isunza - Huitlacoche
- Esteban Márquez - Compadre de Melitón
- Carlos Riquelme - Enrique Pérez, revolucionario
- Felipe de Flores - Revolucionario

## Sobre la directora
Matilde Solo Landeta empezó su carrera como script en la década de 1930. Más tarde fue ayudante de dirección y después de que sus proyectos fuesen rechazados una y otra vez y no lograra financiación para dirigir sus propias películas, fundó su propia compañía poniendo su casa como aval. Sus películas se centraban primordialmente en representar protagonistas femeninas fuertes y realistas en un mundo patriarcal.

## Elementos de la película
El racismo: Una decisión controversial de Landeta fue que decidió seleccionar a una mujer blanca para cumplir el papel de Angustias. Quiere decir que la actriz María Elena Marqués se puso maquillaje teatral para parecer negra, algo que muchos criticaron por ser una acción que disminuye la idea de una mujer negra y poderosa. Christine Arce, una escritora que investigó el impacto de crear un personaje falso dijo que a Landeta no le importaba incluir a las personas negras como un componente de la infraestructura social de la película. Al escoger una actriz blanca crea la opinión de que las personas negras en la historia y cultura de México no eran significativas y que no merecían ser representados, más bien olvidados. Por el otro lado, argumenta que tener una actriz blanca ayuda a difundir la idea de que Angustias no acepta su raza, o sea tiene una relación débil con aceptar parte de su identidad. De eso, ella puede hacer lo que puede y tomar un rol poderoso debido a que su raza es “invisible.” Pero no se puede negar la noción de que en los momentos cuando reconoce su raza negra ella también puede cumplir lo que desea.  Aunque ella no está aceptando su raza aparentemente, de una manera u otra afirma su identidad por decidir ser coronela y no dejar que nada se lo impida. 
La feminidad: El personaje Angustias juega dos papeles distintos que están de acuerdo con las asociaciones típicas entre el hombre y la mujer. Siendo revolucionaria se identifica más con el lado masculino ejemplificado por interacciones con sus subordinados. En una escena el grupo revolucionario está celebrando entre bebidas de alcohol, Angustias en el centro rodeada de hombres. Se puede notar que ella participa en las bromas de los hombres y también las crea formando parte del estereotipo de “niños van a ser niños.” Otro ejemplo que sobresale es cuando Angustias decide castrar a un hombre del partido en contra de Emilio Zapata. El símbolo fálico sugiere que ella misma puede tomar control de la situación y reivindicar su poder como mujer. Al contrario, el carácter de Angustias cambia cuando ella conoce a su profesor de lectura y escritura, transformándola en una mujer dependiente del amor y el pensamiento del hombre. Angustias echa su primer saber por la ventana reemplazándolo con un nuevo saber, cambiando su arma por una cinta en el pelo. Ella decide manipular su apariencia para ocupar un rol similar a su maestro para poder estar con él y adaptarse a una vida y cultura considerada más  sofisticada. En este sentido Angustias asume las acciones típicas de una mujer en esa temporada que eran impresionar a un hombre y basar su autoestima en la aprobación del hombre. Pero Angustias reclama su motivación para apoyar sus metas para la revolución y olvida su amor momentáneo.
La música: Mientras el grupo revolucionario se sienta frente a la fogata, Angustias empieza a escuchar intensamente un canto a la misma vez que sus ojos muestran una expresión de realización. De inmediato ella se pone de pie y decide participar en la revolución, tomando inspiración del coro, inspirado en su padre. La trama cambia durante esta escena también porque Angustias decide tomar control de su destino y se anima a cambiar su actitud acerca de su vida. En otro sentido, la música crea una atmósfera más o menos espiritual con un sentimiento de culto que la hace estar lista para servir como zapatistas. La música cumple una función emocional para sobresaltar la importancia del momento en que Angustias decide participar en la revolución. Crea una escena aún más dramática porque Angustias está incursionando en una nueva vida para defender a la mujer y a los pobres.